# 242516 Lindseystirling
242516 Lindseystirling este un asteroid din centura principală de asteroizi.

## Descriere
242516 Lindseystirling este un asteroid din centura principală de asteroizi. A fost descoperit pe 4 ianuarie 2005 la Vicques de Michel Ory. Asteroidul prezintă o orbită caracterizată de o semiaxă mare de 2,72 ua, o excentricitate de 0,05 și o înclinație de 3,7° în raport cu ecliptica.